# Nagroda imienia Aleksandra Rekszy
Nagroda imienia Aleksandra Rekszy – nagroda przyznawana corocznie od 1986 podczas finałów mistrzostw Polski w boksie dla osoby zasłużonej dla polskiego pięściarstwa.
Upamiętnia postać Aleksandra Rekszy, wybitnego dziennikarza sportowego, redaktora naczelnego pism Ring Wolny i Boks, znawcy boksu amatorskiego i zawodowego. Została ufundowana przez wdowę po nim.

## Dotychczasowi laureaci
- 1986 – Zbigniew Pietrzykowski
- 1987 – Henryk Chmielewski i Witold Majchrzycki
- 1988 – Antoni Czortek
- 1989 – Aleksy Antkiewicz
- 1990 – Kazimierz Paździor
- 1991 – Józef Grudzień
- 1992 – Leszek Drogosz
- 1993 – Stanisław Cendrowski
- 1994 – Antoni Kolczyński (pośmiertnie)
- 1995 – Jerzy Kulej
- 1996 – Tadeusz Walasek
- 1997 – Stanisław Zalewski
- 1998 – Janusz Kasperczak
- 1999 – Marian Kasprzyk
- 2000 – Henryk Kukier
- 2001 – Jerzy Adamski
- 2002 – Jan Szczepański
- 2003 – Jerzy Rybicki
- 2004 – Henryk Niedźwiedzki
- 2005 – Wiesław Rudkowski
- 2006 – nie przyznano
- 2007 – Janusz Gortat
- 2008 – Henryk Średnicki
- 2009 – Paweł Skrzecz